# Рейнджер-9
Рейнджер-9 (англ. Ranger 9) — американская автоматическая межпланетная станция, запущенная 21 марта 1965 года по программе «Рейнджер». Целью полёта Рейнджера-9 было получение детальных  фотографий лунной поверхности в последние минуты полёта перед столкновением. Никаких других экспериментов программой полёта не предусматривалось. Продолжительность полёта аппарата — 64 часа, 31 минута и 18 секунд.

## Устройство

Анимация падения Рейнджера-9, составленная на основе снимков, переданных самим аппаратом.

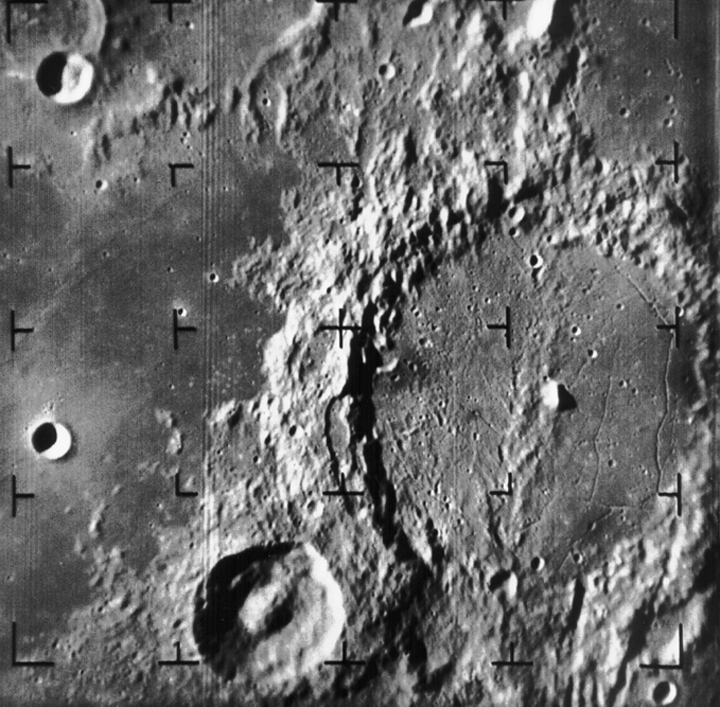
Кратер Альфонс, снятый Рейнджером-9.

Конструкция и состав бортового оборудования были такими же, как у аппарата Рейнджер-8, кроме камер, снабженных усовершенствованными видиконами. Применение более чувствительного материала в видиконах повысило силу электрического сигнала вдвое, до 4 x 10-8 а. Линейная разрешающая способность — 59 лин/мм, разрешающая способность на местности — 0,25 м. Камеры откалиброваны на получение снимков при яркости от 323 до 16150 л/с. Количество линий разложения изображения для камер типа F—1152, для камер типа Р—300. Суммарный вес аппарата составлял 366,9 кг, а высота — 3,6 м.
Космический аппарат был оборудован шестью телевизионными камерами, из которых две камеры типа F обеспечивали полное, а четыре других типа P — частичное сканирование поверхности. Камеры типа P производили съёмку центральной части участка поверхности попавшего в поле зрения камер F. Оба комплекта камер были разведены на разные каналы и имели разные источники питания, таймеры, передатчики, чтобы повысить надёжность аппарата и увеличить вероятность получения высококачественных снимков.
Аппарат имел две панели солнечных батарей и два серебряно-цинковых аккумулятора, способных обеспечивать работу систем аппарата в течение 9 часов.

## Полёт
Рейнджер-9 был запущен 21 марта 1965 года с мыса Канаверал, ракетой-носителем Атлас-Аджена B. При запуске он имел имя Ranger D, но позже был переименован в Рейнджер-9 после выхода на траекторию полёта к Луне. При сближении с Луной аппарат был ориентирован так, чтобы центральная ось камер совпадала с вектором скорости, что позволило избежать «смазывания» изображения. 23 марта в 12 час.03 мин., когда аппарат находился на расстоянии 280 000 км от Земли, была проведена коррекция траектории полёта. Разогрев телевизионной системы начался за 20 минут, а включение системы на полную мощность — за 18 минут 47 секунд до падения. Камеры начали работать за 17,5 минут до падения, когда расстояние до поверхности Луны составляло 2360 км, а съёмка прекратилась за 0,2 секунды до падения аппарата, когда до поверхности оставалось 610 м. 24 марта 1965 года, в 14 часов 8 минут и 20,06 секунд, аппарат совершил жёсткую посадку на дно чаши кратера Альфонс, в точке с координатами 2°43′ с. ш. 24°37′ в. д. / 2,72° с. ш. 24,61° в. д., в 4,5 км от расчетной точки падения.
Всего было получено 5814 телевизионных изображений поверхности Луны. Работа Рейнджера-9 была удостоена высших оценок.

## Галерея

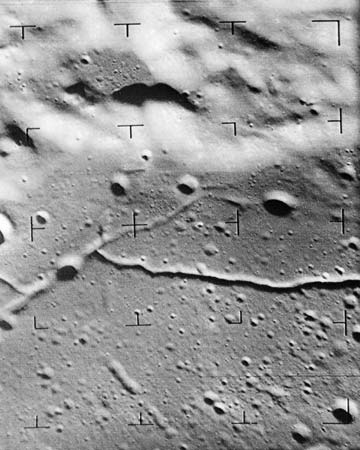
Борозды в кратере Альфонс, запечатленные Рейнджером-9
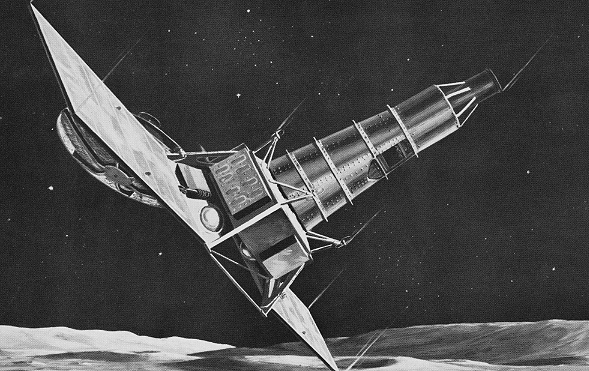
Полёт Рейнджера-9 в представлении художника
Устройство Рейнджера-9